# 2,4,5-三羟基甲基苯丙胺
2,4,5-三羟基甲基苯丙胺（缩写THMA）是一种神經毒素，分子式C10H15NO3，也是MDMA（3,4-亚甲二氧甲基苯丙胺）在体内的代谢产物。